# Вето
Вето (лат. veto) долази од латинског, и у дословном преводу значи забрањујем. Користи се да се одреди да одређена страна једнострано зауставља одређену одлуку. Вето дакле даје неограничену власт да се начине измене, али не даје власт да се измене усвоје. Вето вуче порекло од римских магистрата који су имали право да једнострано одбију закон (лат. lex) који би им проследио Римски сенат. То њихово право се звало право интерцесије.
Нека вета се могу превазићи, често гласовима супервећине: у Сједињеним Државама, две трећине гласова Представничког дома и Сената могу надјачати председнички вето. Нека вета су, међутим, апсолутна и не могу се превазићи. На пример, у Савету безбедности Уједињених нација, сталне чланице (Кина, Француска, Русија, Уједињено Краљевство и Сједињене Државе) имају апсолутни вето на било коју резолуцију Савета безбедности.
У многим случајевима, право вета се може користити само за спречавање промена статуса кво. Али нека права вета такође укључују могућност да се направе или предложе промене. На пример, индијски председник може да употреби амандантни вето да предложи амандмане на законе на које је уложен вето.
Реч "вето" долази од латинског за „забрањујем”. Концепт вета настао је у римским институцијама конзула и трибуна плебејаца. Сваке године постојала су два конзула; било који конзул је могао да блокира војну или цивилну акцију другог. Трибуни су имали моћ да једнострано блокирају сваку акцију римског магистрата или уредбе које је донео Римски сенат.
Моћ извршне власти да стави вето на законе најчешће се налази у председничким и полупредседничким системима. У парламентарним системима, шеф државе често има или слабо право вета или га уопште нема. Али док неки политички системи не садрже формално право вета, сви политички системи садрже званичнике који дају вето, људе или групе који могу користити друштвену и политичку моћ да спрече промену политике.

## Историја

### Римски вето
Институцију вета, познату Римљанима као intercessio, усвојила је Римска република у 6. веку пре нове ере како би омогућила трибунима да заштите мандамус интересе плебејаца (обичног грађанства) од насртаја патриција, који су доминирали Сенатом. Вето трибуна није спречио сенат да усвоји предлог закона, већ је значио да му је ускраћена снага закона. Трибуни су такође могли да користе вето да спрече изношење закона пред плебејску скупштину. Конзули су такође имали право вета, пошто је за доношење одлука углавном била потребна сагласност оба конзула. Ако се један не слаже, било који од њих би могао да позове intercessio да блокира радњу другог. Вето је био суштинска компонента римске концепције моћи која се користила не само да би се управљало државним пословима, већ и да би се ублажила и ограничила моћ државних високих званичника и институција.
Значајна употреба римског вета догодила се у Граховској земљишној реформи, коју је у почетку предводио трибун Тиберије Грах 133. п. н. е. Када је Грахов колега трибун Марко Октавије ставио вето на реформу, Скупштина је изгласала његову смену на основу теорије да трибун мора представљати интересе плебејаца. Касније су сенатори огорчени реформом убили Грака и неколико присталица, што је изазвало период унутрашњег политичког насиља у Риму.

### Либерум вето
У уставу Пољско-литванске заједнице у 17. и 18. веку, сви предлози закона морали су да прођу Сејм или „Сејме“ (парламент) једногласно, а ако би се било који законодавац позвао на liberum veto, то је не само ставило вето на тај закон, већ је такође на све претходне законе донете током седнице, и долазило је до распуштања и саме законодавне седнице. Концепт је настао у идеји „пољске демократије”, јер се сваки Пољак племенитог порекла сматрао добрим као и било који други, без обзира колико ниско или високо његово материјално стање било. Све чешћа употреба ове моћи вета паралисала је моћ законодавне власти и, у комбинацији са низом слабих краљева, довела је на крају до поделе и распада пољске државе крајем 18. века.

### Појава савремених вета
Савремени извршни вето потиче од европске институције краљевске сагласности, у којој је била потребна сагласност монарха да би законски предлози постали закон. Ово је заузврат еволуирало из ранијих краљевских система у којима је законе једноставно издавао монарх, као што је био случај на пример у Енглеској до владавине Едварда III у 14. веку. У самој Енглеској, моћ монарха да ускрати краљевску сагласност није коришћена после 1708. године, али је била у великој мери коришћена у британским колонијама. Тешка употреба ове моћи је поменута у америчкој Декларацији независности 1776. године.
Након Француске револуције 1789. године, о краљевском вету се жестоко расправљало, а стотине предлога је изнесено за различите верзије краљевског вета, као апсолутног, суспензивног или непостојећег. Усвајањем Француског устава из 1791. године, краљ Луј XVI је изгубио апсолутни вето и добио право да изда суспензивни вето који је могао бити поништен већином гласова на две узастопне седнице законодавне скупштине, што би трајало четири до шест година. Са укидањем монархије 1792. године, питање француског краљевског вета постало је спорно.
Председнички вето је замишљен од стране републиканаца у 18. и 19. веку као средство против већине, ограничавајући моћ законодавне већине. Неки републикански мислиоци као што је Томас Џеферсон, међутим, залагали су се за потпуно елиминисање права вета као реликта монархије. Да би се избегло давање превеликих овлаштења председнику, већина раних председничких вета, као што је право вета у Сједињеним Државама, били су квалификована вета које је законодавно тело могло да превазиђе. Али то није увек био случај: чилеански устав из 1833, на пример, дао је председнику те земље апсолутни вето.

## Врсте
Постоји апсолутно и суспензивно (одлажуће) вето. Апсолутно вето је постојало у монархијама и код њега монарх је могао коначно ветирати неку одлуку коју изгласа парламент. Суспензивно вето постоји у већини република и њега поседује председник републике. Користи га тако што може да одбије да премапотпише акт који парламент изгласа (сваки закон усвојен у парламенту мора бити потписан од стране председника). Тиме он одлаже ступање изгласаног акта на правну снагу, али када се тај акт поново потврди у скупштини и изгласа квалификованом већином он одмах ступа на правну снагу и без премапотписа председника.

## Организација уједињених нација
У Савету безбедности Организације уједињених нација пет земаља сталних чланица (САД, Русија, Кина, Француска, Уједињено Краљевство) имају право вета. Ако било која од ових земаља стави вето на неки предлог, он се одбацује, чак иако све остале земље-чланице гласају за дати предлог.